# Khalida Messaoudi

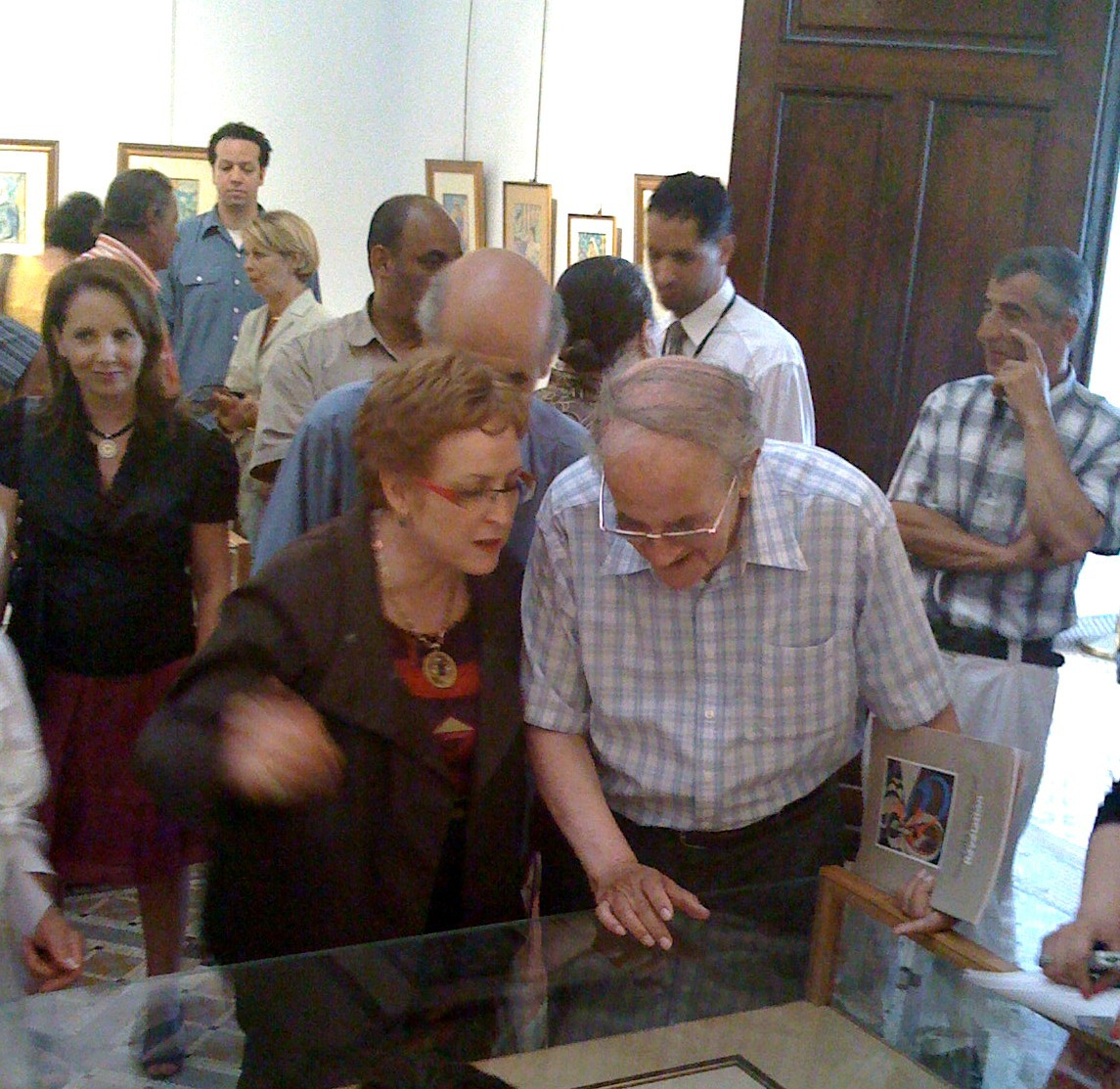
Khalida Messaoudi beim Besuch einer Ausstellung

Khalida Toumi (* 13. März 1958 in Ain Bessem, Kabylei, auch bekannt als Khalida Messaoudi) ist eine algerische Feministin und Politikerin.

## Leben
Nach ihrer Arbeit als Mathematik-Lehrerin von 1984 bis 1991 wurde sie von 1992 bis 1993 Mitglied des Conseil consultatif national (CCN). Von 1997 bis 2002 war sie Abgeordnete des Wahlkreises Algier in der Nationalen Volksversammlung; zwischen 2000 und 2001 fungierte sie als Vizepräsidentin der Commission nationale de réforme du système éducatif (CNRSE).
Im Laufe ihrer politischen Karriere war sie im Mai 1985 unter anderem Gründungsmitglied und Präsidentin der ersten Vereinigung unabhängiger Frauen und im März 1985 Gründungsmitglied und Vizepräsidentin der ersten algerischen Liga für Menschenrechte. Seit Januar 1992 ist sie Mitglied von VNSA und CCN. Von April 1996 bis 2001 war sie Mitglied der Partei der Säkularisten (RCD), wurde allerdings im Juli 2001 ausgeschlossen. Oktober 1993 war sie Vizepräsidentin der Bewegung für die Republik (MPR). Seit dem 9. Mai 2003 ist sie Ministerin für Kommunikation und Kultur von Algerien.